# Bạch Mai (phường cũ)
Bạch Mai là một phường thuộc quận Hai Bà Trưng, thành phố Hà Nội, Việt Nam.

## Địa lý
Phường Bạch Mai có diện tích 0,51 km², dân số năm 2024 là 25.093 người, mật độ dân số đạt 49.201 người/km².

## Lịch sử
Ngày 21 tháng 12 năm 1974, UBND TP. Hà Nội ban hành Quyết định về việc:
- Thành lập tiểu khu Bạch Mai thuộc khu phố Hai Bà Trưng.
- Thành lập tiểu khu Quỳnh Lôi thuộc khu phố Hai Bà Trưng.

Tháng 12 năm 1978, UBND TP. Hà Nội ban hành Quyết định về việc sắp xếp tiểu khu Bạch Mai và tiểu khu Quỳnh Lôi thuộc khu phố Hai Bà Trưng.
Năm 1980, tiểu khu Bạch Mai và tiểu khu Quỳnh Lôi thuộc khu phố Hai Bà Trưng.
Ngày 3 tháng 1 tháng 1981, Hội đồng Chính phủ ban hành Quyết định số 3-CP về việc thống nhất tên gọi các đơn vị hành chính ở nội thành, nội thị.
Ngày 10 tháng 6 năm 1981, UBND TP. Hà Nội ban hành Quyết định về việc:
- Đổi tên khu phố Hai Bà Trưng thành quận Hai Bà Trưng.
- Thành lập phường Bạch Mai thuộc quận Hai Bà Trưng.
- Thành lập phường Quỳnh Lôi thuộc quận Hai Bà Trưng.

Ngày 14 tháng 11 năm 2024, Ủy ban Thường vụ Quốc hội ban hành Nghị quyết số 1286/NQ-UBTVQH15 về việc sắp xếp đơn vị hành chính cấp xã của thành phố Hà Nội giai đoạn 2023 – 2025 (nghị quyết có hiệu lực từ ngày 1 tháng 1 năm 2025). Theo đó, sáp nhập toàn bộ 0,25 km² diện tích tự nhiên và quy mô dân số là 11.862 người của phường Quỳnh Lôi vào phường Bạch Mai.
Phường Bạch Mai có 0,51km² diện tích tự nhiên và quy mô dân số là 28.948 người. 
Tính đến ngày 31/12/2024, phường Bạch Mai có diện tích 0,51 km² và quy mô dân số là 25.093 người.